# Gonatodes antillensis
Gonatodes antillensis är en ödleart som beskrevs av  Lidth De Jeude 1887. Gonatodes antillensis ingår i släktet Gonatodes och familjen geckoödlor. Inga underarter finns listade i Catalogue of Life.